# Morungava
Morungava é um distrito do município brasileiro de Gravataí, no estado do Rio Grande do Sul. Segundo o censo demográfico de 2022, realizado pelo Instituto Brasileiro de Geografia e Estatística (IBGE), sua população era de 7 744 habitantes e havia 3 075 domicílios particulares permanentes ocupados. Foi criado pela lei federal nº 1.307 de 31 de maio de 1939.
De acordo com o IBGE, em 2010 a população era de 6 168 habitantes e havia 3 413 domicílios particulares.